# Große Nördliche Moschee von Jinan

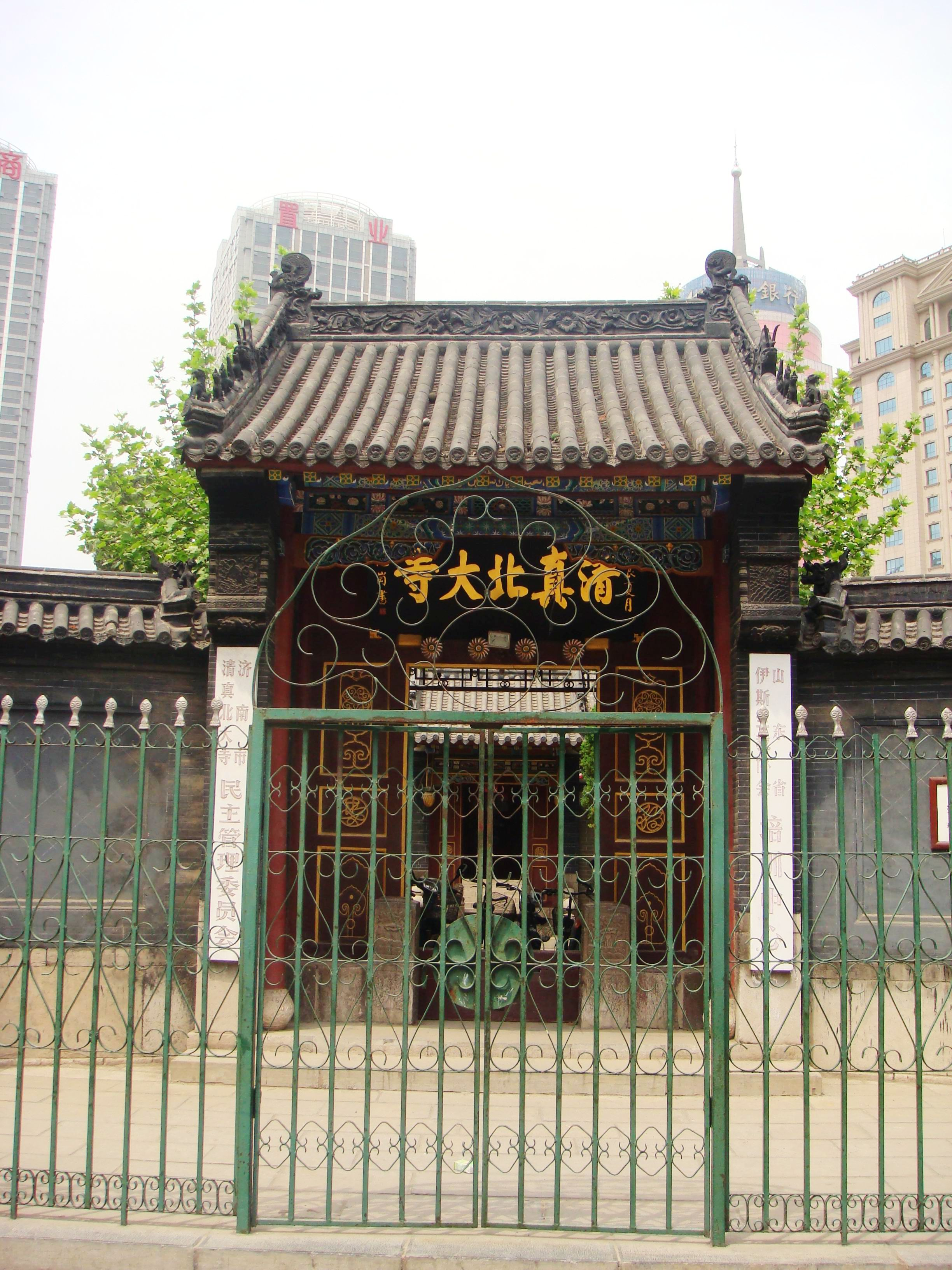
Große Nördliche Moschee von Jinan, Haupteingang

Die Große Nördliche Moschee von Jinan (chinesisch 济南清真北大寺, Pinyin Jǐnán Qīngzhēn Běidàsì) ist ein Moscheenkomplex in der Stadt Jinan in der Provinz Shandong. 
Die Moschee befindet sich in der Yongchang-Straße der Hui-Siedlung (Huimin xiaoqu), Stadtbezirk “Stadtmitte”, heute Rencheng, Stadt Jinan, Provinz Shandong, Volksrepublik China. Sie ist zu unterscheiden von der älteren Großen Südlichen Moschee des Ortes in derselben Straße. Die Moschee wurde in der Hongzhi-Ära der Ming-Dynastie erbaut und während der Qing-Dynastie unter Qianlong, Jiaqing, Daoguang, Guangxu und in der Zeit der frühen Republik erweitert. Ein Ausbildungszentrum für islamisches Personal befindet sich in der hinteren Halle der Stätte.
Die 1925 von Ma Songting, Tang Kesan und anderen gegründete muslimische Lehrerbildungsanstalt Chengda Shifan Xuexiao hatte hier ihren ersten Sitz, bevor sie 1929 nach Peking an die Dongsi-Moschee verlegt wurde.